# Amblyprora magnifica
Amblyprora magnifica là một loài bướm đêm trong họ Noctuidae.